# ゆうパック

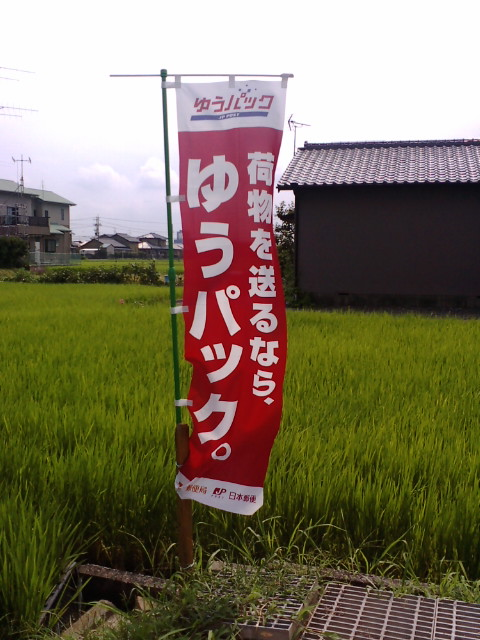
ゆうパックの幟。静岡県島田市内にて。

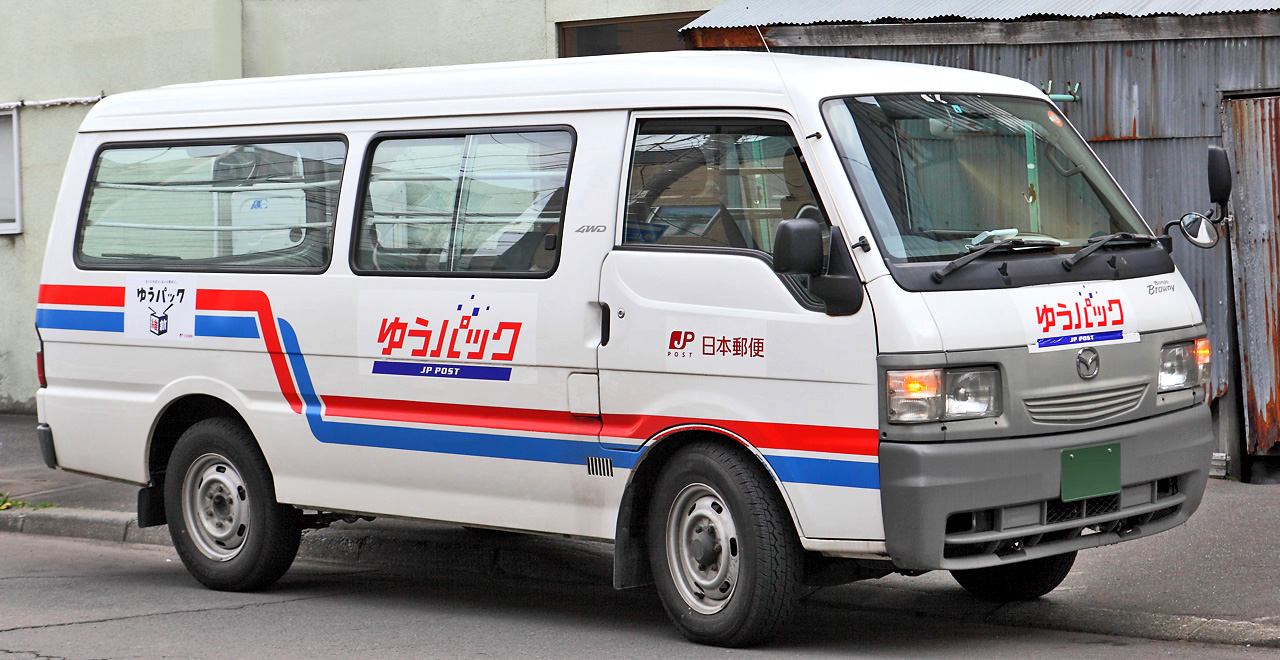
集配車両の例（マツダ・ボンゴブローニイ）

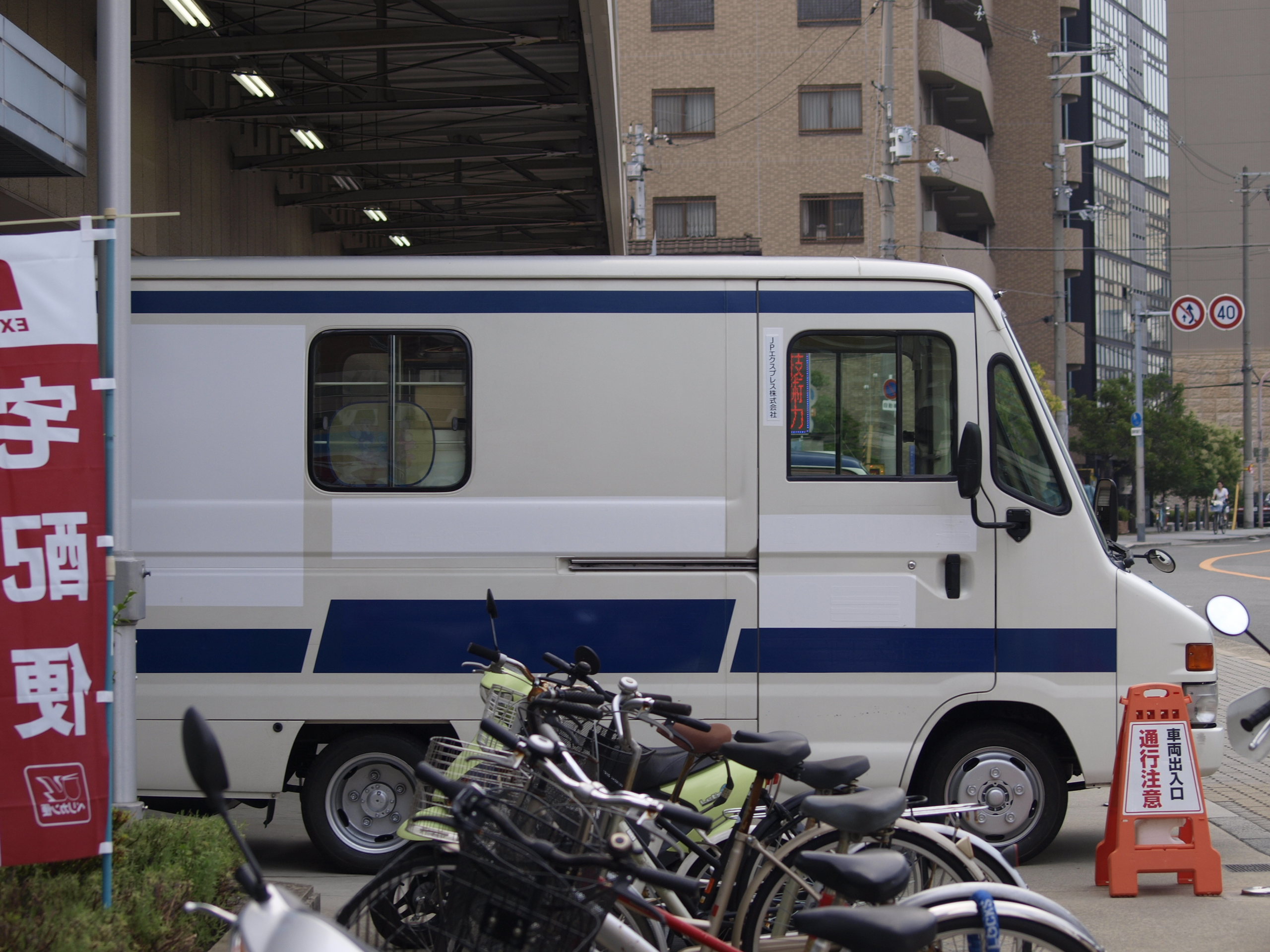
JPEXの事業統合に伴い、元「ペリカン便」の集配車両も承継され、ロゴ等を抹消して使用されている（写真は統合直前時点のもの）

ゆうパックは、日本郵便が提供する荷物運送のサービスのひとつで、他社が提供する宅配便と同じサービスである。日本郵政の登録商標（第4562910号ほか）。旧一般小包郵便物が前身である。ラテン文字表記は「Yu-Pack」。

## 概説
ゆうパックの運賃は「サイズと運送距離」で決まる。
普通郵便とは異なる輸送体系を使用し、送達速度は普通郵便よりも比較的速い。また、土日休日も配達する。
発送は集荷、ゆうゆう窓口、郵便局の郵便窓口やコンビニエンスストアなどの取扱所で受け付ける。引き受け可能なコンビニエンスストアについては、2014年4月現在、ローソンブランド店舗、ミニストップ、セイコーマートであれば、原則全店舗で可能。
国土交通省の調査によると、平成26年（2014年）度における日本の宅配便市場シェアは、ヤマト運輸（宅急便、45.4%）・佐川急便（飛脚宅配便、33.5%）に続き、第3位（13.6%）である。

### 料金関連
支払方法は現金払いの他、ハガキや封書の発送と同様に送り状や荷物となる箱などに切手を貼ることでも発送可能。また、窓口で発送する場合はキャッシュレス決済も可能。ただし、コンビニエンスストアから発送する場合は切手貼付による支払は不可。
また、現在の小口利用者の運賃割引は以下のとおり。
持込割引
基本運賃より1個120円引。窓口・コンビニを含む取扱所等に持ち込んだ際に適用。
同一あて先割引
基本運賃より1個60円引。前回と同じあて先へ荷物を送る際に、差出日より1年以内に差し出した控の提示で適用。複数口割引、受取人払や着払時は適用不可。一度提示した控の再使用は不可（使用済印が押される）。また、同じ場所なら宛名は同一人でなくても良いが、同一人であっても転居して居所が変わった場合は適用不可。

複数口割引
基本運賃より1個60円引。同時に同じあて先へ2個以上荷物を送る際に適用。同一あて先割引とは併用不可。受取人払や着払時は適用されない。
ただし、コンビニ差出の場合は、POS端末処理の関係上、専用ラベルが必要（郵便局の郵便窓口、ゆうゆう窓口、日本郵便による集荷、コンビニ以外の取扱店では、一般の送り状の複数枚利用で対応可能だが、複数口用の送り状も利用可能）。
数量割引
基本運賃より20%以上、個数に応じて割引。同時に10個以上荷物を送る際に適用。他の運賃割引とは併用不可。別納または計器別納とするものに限る。
スマホ割
基本運賃より1個180円引。受取場所を郵便局に指定して発送すると更に100円割引。前月までの1年間で10個以上の発送があると次の発送から10%割引される(継続利用割引）。郵便局受取割引と継続利用割引は同時に適用することができる。持込割引、同一あて先割引および複数口割引は適用されない。ゆうIDの登録が必要。スマートフォンにゆうパックスマホ割アプリあるいは郵便局アプリをダウンロードし、クレジットカードを事前登録の上、郵便局で発行した宛先と差出人が印字されるあて名ラベルを荷物に貼付し、郵便局から発送する。コンビニからの発送や、集荷の対応はしていない。
なおゆうパックに関わる着払い手数料はない。
大口利用者の運賃割引は以下の通り。
大口割引
大口割引にはいくつかの種類があるが、いずれも料金を直接支払うのではなく後納または別納とする。
- 料金別納
同時に500個以上など大量個数を発送する場合に運賃が割安となる。
- 料金後納
一般の宅配業者における月締や売掛に相当。
料金後納とした際の割引がある。
大口小包
旧ゆうパック・小包時代からの割引制度を継承したもの。ゆうびんビズカードを使用する
ペリカンモード
旧日本通運のペリカン便から移行。運賃体系やオプションの取扱などが個別に異なる。ペリカン専用の顧客コードを使用するため、ビズカードは使用しない。
ゆうパック後納
ペリカン移行後に契約したゆうパックに適用される。運賃体系などは出荷個数に応じて集配郵便局の営業担当が決定する。

### 付加サービス

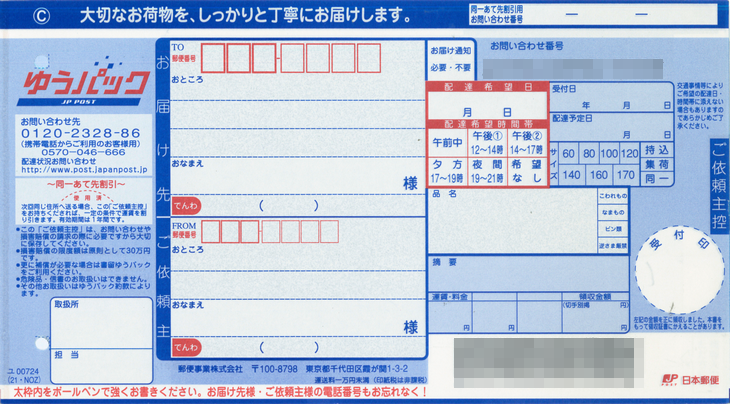
ゆうパック通常便のCラベル
（2010年6月以前のもの）

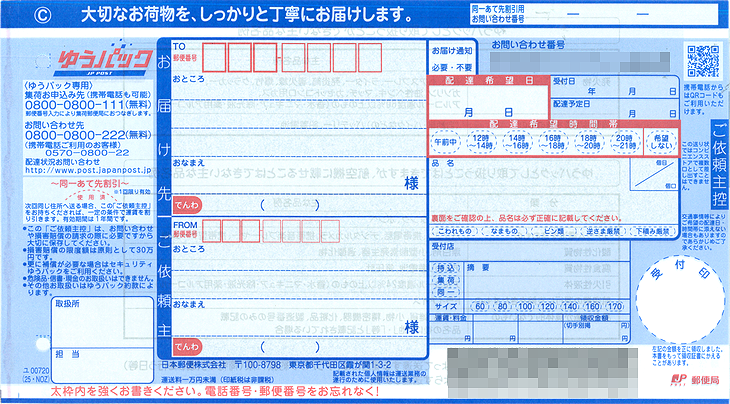
ゆうパック通常便のCラベル
（2012年10月以降のもの）

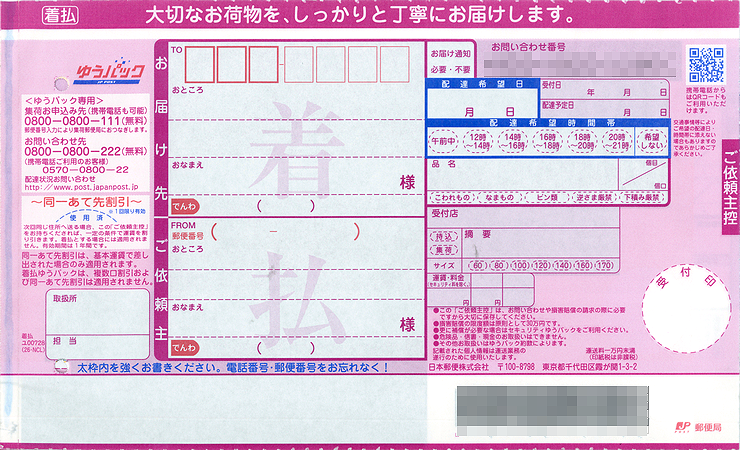
ゆうパック着払い用のラベル
（2012年10月以降のもの）

#### 無料サービス
以下の主なサービスが追加料金なしで利用できる。
配達日の希望
配達予定日（送付先や差出時間にも拠るが、概ね、差出日の翌日か翌々日）より10日以内の日で希望できる。
配達時間帯の希望
1999年3月1日開始。
午前・12 - 14時・14 - 16時・16 - 18時・18 - 20時・20 - 21時の中から希望できる（2010年7月より。以前は、郵便物の再配達と同じ時間帯設定。午前・午後1・午後2・夕方・夜間から選択。郵便物の再配達希望時間帯指定には、2010年7月以降も旧前どおり）。なお、2010年6月以前に発行のラベルで、午前・12 - 14時・希望なしを指定の場合は、本来の欄に記載。14 - 16時・16 - 18時・18 - 20時・20 - 21時を指定の場合は、2010年7月より枠が変更され本来の欄には記載不可、よって摘要欄に希望時間帯を記載。
2018年9月1日以降、上記の配達希望時間帯（6区分）に「19 時 - 21 時」を追加した7区分が指定可能。
2024年10月1日以降 20時 - 21時を廃止し、6区分に変更する。
差出当日中の配達（当日配達ゆうパック）
配達先が引受局自体の配達区域内である場合等、集配体制上可能である場合は、概ね午前中の差出分について当日中に配達する。引受局の配達区域内あての場合のほか、地域区分局引受で管内局の配達区域あてに配達される場合、東京都23区内と近隣地域内で引受、配達される場合及び大阪府内で引受、配達される場合についても、それぞれ当日配達可能区域の設定がある（全域ではない）。
不在時転送
不在票にて示された中から、希望する最寄の場所や勤務場所、宅配ロッカー、窓口での受取りが可能。
追跡サービス
配達状況をインターネット（ゆうびんホームページ）、電話（フリーコール）で確認できる。

#### 有料サービス
チルドゆうパック
冷蔵での宅配サービス。ゆうパックの基本料金にサイズや行き先に応じた追加料金が課される。差し出しは、集荷を依頼するか、ゆうゆう窓口設置局への持ち込み。それ以外では、極めて限定されるが、指定の郵便局への持ち込みとなる。チルドの他に、冷凍ゆうパックもあるが、こちらは事前契約の法人や個人事業者向けのサービスであり、一般の顧客の利用はできない。
使用するラベルは、摘要欄などに「チルド」と記載して差し出す（JPEXから継承した仕様のラベルを使用する場合は、冷蔵の欄に○をつければよい）。
サイズは、150サイズまで。基本料金部分において一般の160サイズとなるところを150に読み替えられる。縦横高さの一番長い辺が100cmを越えるものは引き受け不可（契約した法人や個人事業者のみが利用できる冷凍ゆうパックの場合は、120サイズまで引き受け可能で、縦横高さの中でも一番長い辺が80cmを越える荷物は引き受け不可）。
2022年より一部の荷物が佐川急便配送担当になる予定。
セキュリティゆうパック
損害要償額を、一般の30万円から50万円に引き上げたサービス。
元払の場合は、セキュリティゆうパック専用ラベル（2004年10月から2010年6月に発行された、旧・書留ゆうパックラベルでも可）を利用するか、JPEXから継承したラベルの場合はセキュリティの欄に○をつけることで受け付ける。
着払の場合は、一般の着払ラベルを利用し、摘要欄などにセキュリティである旨を記載。
セキュリティ付加手数料は370円（2014年3月以前は360円）。
受付は、集荷ないしはゆうゆう窓口及び簡易郵便局を含む一般の郵便局への持ち込みにて受け付け。コンビニあるいは取扱店では引き受け不可。
代引ゆうパック
代金引換での宅配サービス。
代引手数料265円の加算で、受取人から代引で荷物を送ることができるサービス。回収金を依頼主が受けとる際の振込手数料や印紙税は、依頼人が別途負担する。回収金から差し引いて振込まれる。回収金が30万円を超える場合は、加えて、セキュリティゆうパックの付加を要する。送料の着払の扱いは不可。
かつては、回収金の受取は電信払込（ゆうちょ銀行の通常貯金・振替口座）、通常払込（ゆうちょ銀行の振替口座）、普通為替証書の送付のいずれかでの受け取りとなっていたが、悪用防止の観点から普通為替証書の扱いを2014年11月25日引受分から廃止し、2016年2月1日より、ゆうちょ銀行以外の金融機関宛の振込の扱いを開始したのに併せ、通常払込および電信払込の扱いを取り止め、ゆうちょ銀行宛は電信振替に統一。
事前に契約が必要なサービスとして、代金引換まとめ送金サービスが、別に存在する。

#### かつて存在したサービス
スタンプカード企画
紙製のスタンプカードで、ゆうパックを1便発送するとスタンプを1つ押印され、スタンプ10個で満点とするサービス企画。
サービスの内容は1便無料配送や記念品との交換など、幾つかあった。
また、1便無料配送や記念品との交換といったサービスは全国共通だったが、地域限定の共通スタンプカードや、その郵便局が独自で行なう企画のスタンプカードもあった。
しかし、当時は個人で頻繁にゆうパックを発送する機会がある者は少なく、殆ど普及しなかった。
そのため、途中で有耶無耶になり、短期間で自然消滅的に廃止された。
ただし、現在でも地域限定の共通スタンプカードや、その郵便局独自のスタンプカード企画は行なわれることはある。
お届け済み通知
通信事務郵便にて配達完了を通知、無料で利用できた。
差出時に通知の必要・不要を選択する。
2018年2月28日廃止。

## 歴史と年表
前身の小包郵便物は、1892年（明治25年）10月1日に逓信省により取扱いが開始された。1871年（明治4年）の郵便創業から20年以上遅れたのは、民間の運送業を圧迫するという意見などが強かったためとされる。
1983年（昭和58年）6月1日から、東京都及び千葉県の郵便局約980局で郵便小包用段ボール箱の販売を試行したのに続き、同年11月10日、全国の郵便局で小包包装用品「ゆうパック」の販売を開始した。すなわち、当初「ゆうパック」は郵政省が販売する包装用品の愛称であったが、1987年（昭和62年）6月1日からは、郵便小包そのものの愛称となった。郵政省が毎年発行していた『通信白書』（『情報通信白書』の前身）資料編に掲載された統計表では、1993年版まで「小包郵便物取次所」の名称が用いられていたが、1994年版からは「ゆうパック取次所」に改められている。
郵便が総務省の直轄事業から日本郵政公社（日本郵政グループの前身）に移行後、2004年（平成16年）10月1日より、一般小包郵便物である「ゆうパック」の料金が他社に近似したサイズ距離制となり、損害賠償額が30万円までに拡大。料金割引が新設され、リニューアルをアピールするためロゴが改訂された。同年11月からは大手コンビニエンスストアチェーンの「ローソン」を窓口として取り込んだ。その結果、2005年（平成17年）2月16日の生田正治総裁（当時）の発表によると、この時点でのシェアは6%となった。『情報通信白書』平成17年（2005年）版に掲載された同年3月末時点の統計表から、「ゆうパック取次所」は「ゆうパック取扱所」に改められた。
- 2004年（平成16年）
  - 10月1日 - ゆうパックリニューアル。小口一般料金が改定。ロゴが改訂。これに併せて、着払用の送り状を新設（従前は、発払用で兼用。書留ゆうパック用は民営化後にいたるまで発払用で兼用していたが、2010年（平成22年）7月に「セキュリティゆうパック」の登場により、一般着払い用の送り状の利用に変更された）。また、カバン等の箱以外の取り扱いも開始。補償額も、それまでの0.6万円までの実損額から、30万円までの実損額に引き上げとなった。これに併せる形で書留ゆうパックは、最低10万円までの実損額から最低35万円までの実損額に引き上げられた（追加料金により、いずれも最高50万円までの実損額補償である点は変更なし）。
  - 11月18日 - コンビニチェーンのローソン全店舗からのゆうパックの受付を開始。
- 2005年（平成17年）
  - 6月1日
    - コンビニチェーンのミニストップ全店舗からのゆうパックの受付を開始。
    - デイリーヤマザキ、am/pm両コンビニチェーンが、ペリカン便との併売の形により東京都内全店舗からのゆうパックの受付を開始。両チェーンとも9月には全国の店舗でも受付開始。

  - 11月15日 - コンビニチェーンのサークルKサンクス全店舗からのゆうパックの受付を開始。
- 2007年（平成19年）
  - 10月1日 - 郵政事業が民営化。郵便法による「郵便物」から、貨物自動車運送事業法による「宅配便貨物」へと法律上の扱いが変更となり、民間事業者と全く同じ制度となった。
  - 10月5日 - 日本通運の宅配サービス「ペリカン便」との事業統合を発表。
- 2009年（平成21年）4月1日 - JPエクスプレスの事業開始（日本通運よりペリカン便ブランドおよび同事業を譲受したことに伴う）に伴い、ペリカン便とのサービスレベルを一部統一し、ゆうパックに於ける着払手数料を廃止。
- 2010年（平成22年）
  - 7月1日 - JPエクスプレスより宅配便事業（ペリカン便）を譲受し、ゆうパックのサービスを改訂。これに伴い、お問い合わせ番号が11桁のゆうパックラベルと日本通運名のラベルは、システム変更で使用中止された。併せてラベルも改訂されたが、前述以外のゆうパックラベルとJPEX名のラベルは継続利用が可能となった。
    - しかし、この対応が仇となり、統合直後にゆうパックにおいて、34万件の大規模な遅配が発生し[12]、ECサイトの離反が相次いだ[13]。

  - 8月31日 - JPエクスプレスを清算。
  - 9月1日 - デイリーヤマザキが宅配荷物の取り扱いをヤマト運輸に変更したため、同チェーンでのゆうパックの受付を終了。
- 2011年（平成23年）3月1日 - エーエム・ピーエム・ジャパンが、ファミリーマートに吸収合併され、解散。これに伴い、am/pmブランド店舗を順次ファミリーマート店舗に形態転換するため、転換に伴う一時閉店を以って、当該店舗でのゆうパックの取り扱いを順次停止。転換に伴う一時閉店が行われていない店舗では、取り扱いを続行していた。
- 2012年（平成24年）6月27日 - サークルKおよびサンクスで、ゆうパックの引き受けを終了。

## かつてあった商品

### 書留ゆうパック・現金書留ゆうパック
2010年6月まで提供されていた商品で、360円の追加によって、荷物の申告額35万円（現金が同封されている場合は1万円）までを損害補償するサービス。さらに、オプション扱いで20円毎の追加で5万円（現金同封の場合5000円単位）で補償額の上限を上げることが可能であり、最大50万円までの損害要償額の設定が可能で、唯一現金の送付が可能あった（2004年9月までは、一般のゆうパックが6千円までしか補償していなかったこともあり、一般の書留郵便物同様、最低の要償額10万円までの補償となっていた。それ以上の損害要償額の設定を要する場合は、一般の書留郵便物の追加額に準じていた）。JPEXとの統合によるサービス改定で、セキュリティゆうパックが設定されたことに伴い取り扱いが停止されたが、書留ゆうパック用のラベル（元払い・着払い兼用であった）は、元払いでの利用時に限り、2004年10月以降に配布されているものであれば、現在はセキュリティゆうパック用に流用可能となっている（ただし、時間帯指定が14時以降の枠の場合は、摘要欄に記載するかシールの貼り付けを別途依頼するかのいずれかの方法が必要）。
ちなみに、現金が同封されていた場合は、封印は上下すべて（一般的な段ボール箱の場合は14カ所）に必要。すべてのゆうパックラベルが使用不可で、追跡番号も現金書留郵便物用ではなく一般書留郵便物用の番号を使用することになっていた。

### Yahoo!ゆうパック
伊藤忠商事とヤフーとの提携により、コンビニのファミリーマートやローソンにて発送する「Yahoo!ゆうパック」を取り扱っていた。発送については自分で計量し手続きしなければならないが、運賃体系の違いによりゆうパックよりも安く発送することができた。類似のサービスは他社でも行っている（システムは後述）が、小口客に対する間口が一番広いサービスであるため、一例として掲げる。
長さ・幅・厚さの合計が1.5m以内、重量21kg以内。取扱いはゆうパックに準ずるが、配達時間帯の希望は可能であるが配達日の希望はできない、食料品や飲料品は発送できない、などの制限があった。
インターネットオークション落札品の送付用として開始されたため、Yahoo! JAPANのアカウント取得と利用登録を行い、専用ページから事前に受取人情報を入力し、取扱いコンビニのマルチメディア端末（FamiポートまたはLoppi）への受付番号等の入力をして、申込券と引換に送り状およびビニール封筒を受け取り貼付する。サービス終了時にはクレジットカード決済・銀行ネットバンキング決済の他、コンビニ店頭での現金支払も可能だった。また、落札品でなくても利用できた。
運賃は、サイズ距離制を採用する小口のゆうパックと異なり、伊藤忠商事が料金後納の他店差出制度を利用しているため、重量距離制の大口運賃1個あたりの金額で決定される（2003年のリニューアル以前の運賃体系）。したがって、地域区分も市内、市内を除く地域内などサイズ距離制とは違っていた。大きく軽い荷物を発送する場合は、おおむねゆうパックより安価になり、反対に小さく重い荷物の場合は、高価になる場合もあった。
損害賠償の限度は50万円までの実損額であり、コンビニへの集荷前および集荷後にゆうパックの賠償限度30万円を超える部分は独自補償制度となる。特殊取扱の利用はできない。よって、現金（現行日本紙貨幣）や貴金属等は送ることができなかった。
2009年7月1日14時をもって、サービス完全終了となった。しかし、その後2011年後半から類似サービスとしてオークションゆうパックが登場しており、利用方法も似ている。
なお、2010年3月3日より2018年5月2日まで、伊藤忠商事とヤフーは類似のサービス「はこBOON」を行っていた。

### コレクトゆうパック
代金引換サービスの一種で、JPEXを継承した2010年7月1日からサービス開始された。2010年6月まで日通キャピタルの（JPエクスプレスのコレクトペリカン便）コレクトサービスを利用していた法人向けサービスの後継であり、新たな利用にあたっては、郵便事業ではなく、提供元である日通キャピタルとの事前の契約が必要である。上述の「代引ゆうパック」の個人事業主・法人向けサービスである「代金引換まとめ送金サービス」とは別の商品となる。
「コレクトゆうパック」は、ゆうゆう窓口の設置のない郵便局（2012年9月までは、郵便事業の支店・支店分室が併設されていない拠点）で受け取ることはできない。つまり、再配達先をゆうゆう窓口のない郵便局にしたり、ゆうゆう窓口のない郵便局留とすることはできない。受け取るには、配達またはゆうゆう窓口を有する郵便局留となる。
2013年3月31日を以って終了したため、既存の利用者は、「代金引換まとめ送金サービス」へ自動移行され、約款等も「代金引換まとめ送金サービス」のものへ読替されることになった。提供元も、日通キャピタルから日本郵便へ移行する形となった（「代金引換まとめ送金サービス」における、日通キャピタルとの資金移動の業務提携自体は継続）。

## 民営化後の取り扱い
- ゆうパックは貨物自動車運送事業法の「宅配便貨物」となり、民間の宅配便と同じ土俵（競争環境）に立つことになった。法律が移管され郵便法は適用されなくなり、郵便物ではなくなったものの、引き続き日本全国に配達する。転送サービス・封書（25gまでの第一種定形郵便物、郵便書簡）との同時配達なども、引き続き利用できる。ただし信書と荷物との同時梱包は、郵便法違反のため認められない。また、お届け済み通知は2018年2月28日をもって廃止された[16]。
- 紛失や破損した場合の損害賠償に加えて、新たに配達が遅れた場合の損害賠償（ただし運賃等の範囲内）が加わった。
- 代金引換とする荷物の送金手数料が変わり、3万円以上（2014年（平成27年）4月1日以降は5万円以上）の引換金額の場合は、印紙代が徴収される。また、代金引換に限り、送り状が従来のものは利用できなくなった（2014年（平成27年）4月1日の改正印紙税法施行については、通常振替扱いの廃止及びゆうちょ銀行以外の金融機関宛への入金対応までは、従来の送り状の読替で対応していた）。

## 取り扱いコンビニの拡大と他社の主張
ゆうパックリニューアル以前、ほとんどのコンビニチェーンの宅配便商品は最大手のヤマト運輸の宅急便であったが、2004年に公社のローソンに対する委託を前に、ヤマトが公社に対してローソンへの委託の撤回と不当廉売（税制面での優遇、小包の赤字を独占事業である信書の黒字で補填、小包と信書を同じ輸送便で配送してコスト計算を行っているなど）を主張し、私的独占の禁止及び公正取引の確保に関する法律（独占禁止法）第24条に基づき差止請求を提訴した。しかしローソンの受託を皮切りに、ミニストップ、デイリーヤマザキ、am/pm、サークルKサンクス、セイコーマートなど各チェーンもこれに続いた（一部は、日本通運とのデュアル対応から、ペリカン便のJPEX移行時にゆうパックに統一）。訴訟については郵政民営化に伴い、旧公社より郵便事業→日本郵便が承継した。
ヤマトの一連の動きは以下の通り。
- 2004年9月28日 - ヤマト、公社に対し独禁法第24条に基づき差止請求を東京地方裁判所に提訴。
- 2006年
  - 1月19日 - 東京地裁、公社による不当廉売の立証が不十分などの理由で請求を棄却。
  - 2月1日 - ヤマト、一審判決を不服として東京高等裁判所に控訴。ヤマトは差止請求に加え、損害賠償も請求。
  - 9月11日 - ヤマト、公社を独禁法第45条に基づき違反被疑者として公正取引委員会に申告。
- 2007年11月28日 - 東京高裁、旧公社による不当廉売とはいえないなどの理由で控訴を棄却。
  - ヤマトは判決に対し、内容を十分に検討した上で判断するとしている。

なお、ヤマトは公社発足と同じ2003年4月1日より「クロネコメール便」の運賃を第一種定形郵便物の料金を意識した80円からとし、その後セブン-イレブンやファミリーマートを窓口として受け付けている。後に、2010年9月よりデイリーヤマザキが、ゆうパックから宅急便に切り替えたことに伴って、デイリーヤマザキでも「クロネコメール便」の受付を開始している。

## ペリカン便との統合と失敗
2007年10月5日、日本郵政と日本通運両社の宅配便事業を統合することを目的に、合弁会社を2008年10月1日をめどに設立し、ゆうパックが日本通運の宅配サービス「ペリカン便」と事業統合することを発表。
その後、2008年6月に統合準備会社JPエクスプレス株式会社を設立（設立当初は出資比率は50%ずつ、2008年8月に日本郵便66%、日本通運34%に変更）、2008年8月末までに合弁会社の事業の詳細、新ブランドや新サービスの内容を公表、宅配便事業の統合は2009年4月に行うと発表された（実際には、JPEXの出資比率は2009年4月に変更され、この時点ではペリカン便のみを譲受。ゆうパックの割譲は同年10月に予定していた）。システム・運送体制は「ペリカン便」、運送料金体系は「ゆうパック」をベースとし、新しいブランド名を発表する予定。また、料金後納扱いのゆうパックは、「JPEX掛売」（即ち、ペリカン便扱い）へ移行するようアナウンスを開始する。
しかし、2009年9月11日に予定されたゆうパックの割譲（JPEXへの完全統合）が、総務大臣の認可が降りないことにより延期することを発表。同年10月1日時点では、既に廃止準備に入った一部地域のペリカン便事業所の集配業務を、郵便事業の一部支店が代行することになり、さらに2009年12月24日には、2010年7月1日付で郵便事業がJPEXからペリカン便（JPエクスプレス宅配便）事業を譲受することを発表。同日以降の郵便事業が手がける荷物のブランド名は「ゆうパック」に統一、システム・運送体制は従来のゆうパックをベースとするが、サービスレベルはJPEXを継承し、その後速やかにJPEXを清算させることが判明。
統合は予定通り2010年（平成22年）7月1日に実施も、準備不足と荷物の急増や送り状の混在（従来の2つのブランドの荷物を扱うことになった上、中元シーズンの開始時期であった）が原因で、荷物を集積する各ターミナル局の業務はパンク、全国で大規模な遅配が発生し、現場は極度の混乱に陥った。7月15日には正常化宣言が出されたが、このように事業統合に相応しくない時期を選ばざるを得なかったのは、荷物取扱量の減少により、最終的な累積赤字が980億円に膨れ上がったJPEX事業の清算を、8月31日に行わざるを得なくなったという背景があった。
この遅配問題との直接の関連は不明だが、これまでゆうパックを取り扱っていたデイリーヤマザキが、2010年（平成22年）9月1日よりヤマト運輸へ提携先を切り替えると発表。
なお、統合の2010年（平成22年）7月1日以降、配達日数に若干の変更があった。これは以下の要因による。
- 運送経路は従来のゆうパックのものをベースとしつつ、JPEXから継承したターミナル施設、自動仕分機を活用して荷物の仕分作業を行うこととした。
- ゆうパック事業が荷物専用のサービスという位置づけになったため、従来は郵便物とともに搭載・運送されていたゆうパックは、新たに荷物専用便が仕立てられ運送されることとなった（荷物専用便数は郵便物便数に比べて少ない）。また、ゆうパックの航空機積載は離島等を除いて行われないこととなった。

配達日数はJPEXのものがベースとなったため、One DayサービスやOne Nightサービスなどで統合後のサービス縮小がみられた。
従来、郵便関連のコールセンターは日本郵政グループ共通の番号を使用しており、従前のラベルにもこの番号が表示されてきたが、2010年7月以降に配布された「郵便事業株式会社」名のラベルおよび2012年10月以降に配布された現行「日本郵便株式会社」名のラベルは、ゆうパック専用コールセンター番号の表示に変更されており、番号自体は、JPEXから継承した番号が表示されている（ゆうパック以外の、例えば、旧「モーニング10」などのラベルは、日本郵便に移行後の現在も、従前通り「日本郵政グループコールセンター」の番号が記載）。なお、従前より支店単位で設置していた集荷専用フリーアクセスも、継続して利用可能となっている。2004年のリニューアル以前より稼動し、支店ごとのフリーアクセスが設置される前から運用されていた、一部地域で利用可能な0120-950-333（東京23区内は0120-950-489）のフリーダイヤルもいまだに利用可能となっている。
このほか、2004年9月以前に発行されたお問い合わせ番号11桁の送り状ラベル（一般元払い用と書留用）が、今般の統合を以って日本通運名のペリカン便ラベルとともに使用停止となった（現在は、民営化以前を含め、2004年10月以降に発行されたもののうち、民営化前の代引ゆうパック用ラベルや2010年6月以前に発行されたゴルフ・スキーゆうパック/空港ゆうパック用ラベルなどのような一部を除くラベルと、JPエクスプレス名の送り状であれば原則利用可能である）。なお、統合前に発行されたラベルにはない、現行の時間帯指定（のうち、14時以降枠での指定）を希望する場合や、輸送中の下積厳禁の取り扱いを希望する場合は、摘要欄に記載することで対応可能となっている（いずれも、受付担当者に口頭で伝え、その場でシールの貼り付けを行うことでも対処可能）。
以上の体制による事業統合後も取扱個数は減少を続け、郵便事業会社の2010年度（平成22年度）営業損失1612億円のうちJPEX継承に関するものが1066億円を占めるに至る程に経営状況が悪化したことから、収支改善のために輸送体制の効率化を図る目的で、2011年度（平成23年度）からはゆうパックの専用輸送便を廃止し、郵便物との混載に戻すこととなった。これにより、2011年8月28日以降、ゆうパックは郵便物との混載による輸送体制に戻った他、旧日本通運・JPEXのターミナル施設を継承したターミナル支店のほとんども廃止され、これらの拠点に移されていた区分・仕分け作業も統括支店に戻ることとなった。また、輸送体制変更に伴う送達日数への影響を緩和するため、長距離区間でのゆうパックの航空機積載も復活した。
2012年10月1日の日本郵便株式会社発足に伴い、企業名を変更したラベル（ロゴマークは、新設されたJP POST郵便局に変更）が新調されるが、当面は、従来の「郵便事業株式会社」名のラベルも並行して配布する形となり、1年以内に差し替えを順次行うとしている（2012年現在）。なお、郵便事業名ラベルの配布完了後も、当面は利用可能としている。

## JPエクスプレスとの統合
2010年7月1日、JPエクスプレス（JPEX）から宅配便事業を譲受されることに伴い、ゆうパックのサービスが、一部従来のペリカン便ベースのものに変更された。なお、これに先行して6月24日には「ゆうパック.jp」のウェブサイトが公開された。サービスの変更点については同ウェブサイトで詳しく記載されている。「ゆうパック.jp」の公開は、2011年3月31日を以って終了。

## 諸問題・エピソード
- 2007年（平成19年）に、JPエクスプレスと日本通運のペリカン便との統合を発表し、2009年（平成21年）12月24日のプレスリリースにて2010年（平成22年）7月1日に、新生「ゆうパック」となったが、統合準備はたった半年であり[21]、7月1日の統合直後に34万件もの大規模遅配が発生[12]、ターミナル局がパンクし、通信販売・ECサイト販売の荷主離れを引き起こす結果となり、新生ゆうパックの信頼失墜につながった[22]。同年7月15日に「正常化宣言」を発表するも、百貨店など大口顧客が流出した[23]。ヤマト運輸や佐川急便の「宅配便業界の2強」が、市場シェアを順調に伸ばすのに対して、ゆうパックはペリカン便との合計19パーセントあった市場シェアは、逆に宅配便市場シェアを減らし取扱量もマイナスで推移し、宅配便事業としても赤字となるなど、ゆうパックは苦戦を強いられている[13]。
- ゆうパックが誤配され、中に入れられていた貴重なアマミノコギリクワガタなどがすべて死滅した例があり、この件では、受け取る予定だった男性が日本郵便を相手取り、19万円の損害賠償を求める訴訟を起こしている。日本郵便側は、「ゆうパックには動物が死亡した時の取り決めはない」「荷物の性質に由来する死滅にあたり、約款上、賠償責任も免責される」などとして反論している[24]。大阪地方裁判所の柴田義明裁判長は、2015年（平成27年）10月30日に判決を出し、日本郵便の賠償責任を認定し、7匹について「取り扱い上の注意を怠ったのが原因だ」として、販売価格に相当する5,600円を損害賠償として原告に支払うよう命じた。判決で「送り主の承諾を条件とするような条項は約款に存在せず、クワガタが死ぬ可能性を承諾していたとは認められない」と指摘し、「クワガタが死んだのは配送を誤ったためで、荷物の性質が原因で生じたとはいえない」と判決理由を述べ、誤配によってクワガタムシが死滅したことを認め、日本郵便の主訴を退けた[25]。なお、日本郵便は動物愛護などの観点から、ゆうパックや郵便による爬虫類と小型鳥類の輸送引き受けを2025年（令和7年）3月で終了する予定[26]。
- チルドゆうパックの温度管理に不備がある。本来「チルドゆうパック」ならば、摂氏0度から5度までの間に収めなければならないが、温度計で計測した所、摂氏15.9度から20.5度の常温状態で配達されていることが、2016年（平成28年）8月に発覚している。過去にも2013年（平成25年）にも、荷物を取り扱う全国郵便局4835局のうち650局で、配達用保冷バッグの温度や、保冷材用冷凍庫の管理などに問題があったことが明らかになっている[27]。
- 山口県（過去には広島県でも）において運行される新広島色の塗装の、国鉄105系電車が、赤と青のカラーリングから、「ゆうパック」と呼ばれている[28]。
- 大手運送会社としては唯一遠方の寺院への納骨や散骨などを目的とした遺骨の配送も可能となっている。日本郵便（ゆうパック）が遺骨の輸送を受け入れている理由は不明であるが、かつて、戦時中や戦後に戦没者の遺骨を郵送で遺族に返却していた歴史的経緯があるためと推測されている[29]。